# Johannes Nevala

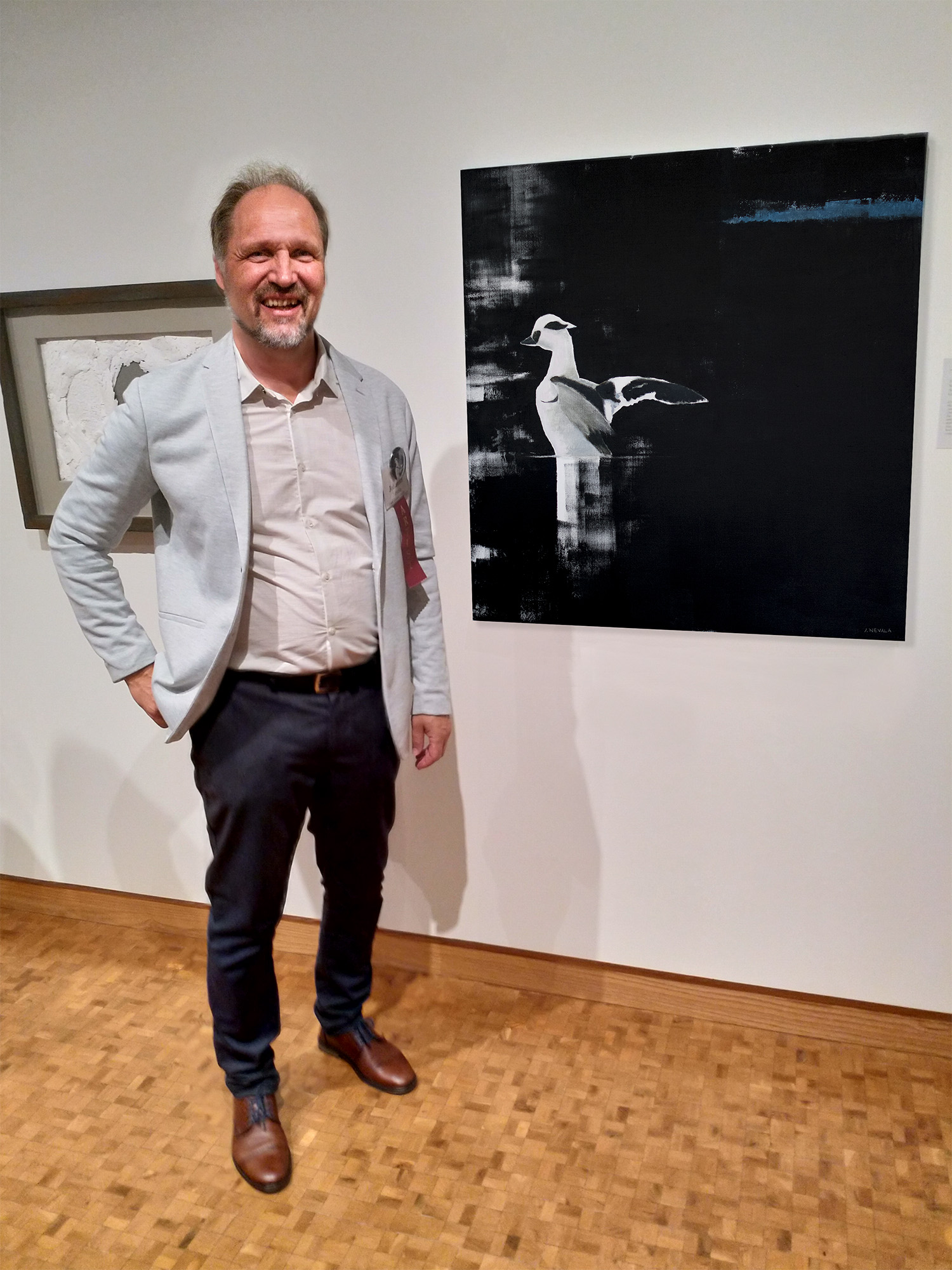
Johannes Nevala vid "Blueline". Leigh Yawkey Woodson Art Museum.

Johannes Nevala, född 1966, är bildkonstnär, specialiserad inom genren fågelmåleri. Hans konst är inspirerad av det nordiska ljuset och konstnärerna Bröderna von Wright, Bruno Liljefors, Gunnar Brusewitz och Lars Jonsson, som gjorde naturen och fåglarna till sitt motivområde. Nevala för vidare den traditionen, samtidigt som han tillhör en ny generation av bildkonstnärer som inte sätter det strikt avbildande i främsta rummet. Han har sina rötter i Finska Österbotten och är bosatt och verksam på Gotland sedan 1992.

## Utställningar
Nevala debuterade 1993 med en akvarellutställning på Gotland. Sedan dess har han genomfört flera utställningar och fått erkännande för sitt konstnärskap. Bland hans tidiga utställningar kan nämnas utställningen på Posten i Visby och Cementa i Slite. År 1998 visade Nevala en ny utställning, "Fåglar i ljus", på Galleri Ridelius i Visby. Denna utställning, som inkluderade både akvareller och oljemålningar, betraktas som en av de viktigaste händelserna i hans konstnärskap och som sedan dess präglat hans gestaltande.
Nevala har även uppnått internationellt erkännande för sitt arbete. År 2003 blev han en av de första konstnärerna från Norden och den förste från Finland att bli antagen till utställningen "Birds in Art" arrangerad av Leigh Yawkey Woodson Art Museum. Året därpå deltog han i utställningen "IV Centuries of Birds", organiserad av Clarke Galleries, vilken hölls på flera platser, inklusive New York och Florida. Därefter följde utställningar vid Mall Galleries, London och Kunsthuis van het Oosten, Nederländerna. Under åren 1993 till 2023 har han deltagit vid fler än 100 olika utställningar varav några av dessa är vid:
- Falsterbo Konsthall (2004)[7][ej i angiven källa]
- Sala silvergruva, Galleri Linné (2005)
- R.W. Norton Art Gallery, Louisiana (2007)[8].[ej i angiven källa]
- Edsvik konsthall, Sollentuna (2008)
- Miller Art museum, Wisconsin (2009)[9].[ej i angiven källa]
- Bruno Liljefors ateljé, Österbybruk (2009)
- Frank H.McClung Museum, Tennessee (2010)[10].[ej i angiven källa]
- Jakobstads Museum, Finland (2011)[11].[ej i angiven källa]
- Luontotalo Arkki, Finland (2012)[12].[ej i angiven källa]
- The Wildlife Experience, Colorado (2013)[13].[ej i angiven källa]
- Galleri Karaija, Inkoo Finland (2014)[14].[ej i angiven källa][ej i angiven källa]
- Museum of the Gulf Coast, Texas (2014)[15].[ej i angiven källa]
- The Wildling Museum,[16] California (2015).[ej i angiven källa]
- Gilcrease Museum, Oklahoma (2015)[17].[ej i angiven källa]
- Gumbostrand Konst & Form, Finland (2016)
- Gotlands konstmuseum, Visby (2017)
- Virsbo konsthall, Virsbo (2018)[18].[ej i angiven källa]
- Gotland Art Week (2019)[19].
- Leigh Yawkey Woodson Art Museum, Wausau (2020)[20].[ej i angiven källa]
- Newington-Cropsey Foundation, New York 2022)[21]. [ej i angiven källa]
- Arizona-Sonora Desert Museum, Tucson, Arizona (2022)[22].[ej i angiven källa]
- Bozeman Art Museum, Montana (2022)[23]. [ej i angiven källa]
- Rockport Center for the Arts, Texas (2023)[24]. [ej i angiven källa]

Johannes Nevala finns representerad hos Leigh Yawkey Woodson Art Museum, Jakobstads Museum, Jakobstad stad, företag och privata samlingar.

## Konstnärskapet
Genom måleri och olika grafiska tekniker skapar Johannes Nevala utifrån inspiration från dagar längs stränderna. Han väcker associationer till dessa platser på ett sätt som kan tolkas som verkligt eller fiktivt, där ljuset ofta spelar en central roll i upplevelsen. Motiven består ofta av strandfåglar som befinner sig i ett landskap där luft och vatten smälter samman i pastellfärger och skapar vindstilla idyller. Fåglarna är bland annat skärfläckor, ejdrar, fiskmåsar och olika vadarfåglar. Skisser och bilder utgör ofta grunden i hans verk och han tolkar naturrummet snarare än att fokusera på vetenskapliga detaljer. I kontrast till det ljusa och mer naturnära skapar han även motiv där fåglarna är placerade till bakgrunder som kan väcka helt andra associationer. En av dessa målningar är ”The Blue line” som ingår i en serie av liknande verk. Ett av hans senaste verk ”Persona”, hämtade inspiration från filmen med samma namn. Under sina tidiga år på Gotland tillbringade han en stor del av sin tid vid Dämba på Fårö och målningen knyter an till den tiden, samtidigt som det är en hyllning till Ingmar Bergmans film.

## Galleri fågel och Galleri Johannes Nevala
År 2001 öppnade han Galleri fågel i Eksta, ett sommargalleri som han drev under flera år. År 2006 flyttade han sin verksamhet till en gammal skola vid Stenkumla, där han skapade ett nytt konstgalleri och ateljé. Han är en av dem som varit med längst i evenemanget Öppna ateljéer Gotland, en av Sveriges största konstrundor med öppna ateljéer.